# Алея на класиците
Алеята на класиците е скулптурен ансамбъл в град Кишинев, столицата на Молдова. Устроена е в централния парк на града „Щефан чел Маре“.
Алеята преминава през централната му част. Разположена е между бул. „Щефан чел Маре“ и високата гранитна колона, на която е издигнат бронзовият бюст на Пушкин, изработен от руския скулптор, академик Александър Опекушин. По алеята, от двете ѝ страни, се представени бюстовете на писатели, поети учени, политически и културни дейци на Молдова и Румъния. Изработени са от бронз и са поставени на постаменти от полиран червен мрамор.
Първоначално алеята се нарича „Алея на писателите-класици на молдовската литература“. Идеята за скулптурния комплекс принадлежи на скулптора Александър Плъмъдялъ, който мечтае за създаване на музей под открито небе. Като модел за алеята е послужил ансамбълът в парка на „Чишмиджиу“ в Букурещ.
Алеята е открита през 1958 г. само с 12 бюста. Осъществяването ѝ е поръчано на Фьодор Наумов, главен архитект на Кишинев по онова време. Той проектира пиедесталите, които са изпълнени в завода за гранит в град Митишчи, Московска област. За изпълнение на бюстовете са привлечени едни от най-добрите скулптори като Лазар Дубиновски, Лев Авербух, Б. Краковяк, Йосиф Кептънару, Леонид Фитов и други. Въпреки различната им възраст, школи и стилове, сформираният многонационален екип успява да създаде ансамбъл, при който в единно цяло са съчетани самобитността и оригиналността на всеки от тях.
След излизането на страната от рамките на СССР, местните власти започват да добавят нови бюстове на румънски и молдовски писатели и поети, забравени при съветската власт. Част от тях са Георге Асаки, Василе Александри, Лучиан Блага, Октавиан Гога, Тудор Аргези, Александру Донич, Димитрие Кантемир, Джордже Баковия, Михаил Когълничану, Николае Йорга. Днес на алеята са поставени 28 бюста, заедно с този на Пушкин в началото ѝ.
| №  | Личност                 | Занимание | Година на поставяне | Скулптор                           | Бюст |
| -- | ----------------------- | --- | ------------------- | ---------------------------------- | ---- |
| 1  | Василе Александри       | Молдовски писател, драматург, поет, публицист (1821 – 1890) | 1957                | Лазар Дубиновски                   |      |
| 2  | Тудор Аргези            | Румънски поет (1880 – 1967) | 1995                | Дмитрий Вердяну                    |      |
| 3  | Георге Асаки            | Молдовски писател от арменски произход, поет, художник, историк, драматург, преводач (1788 – 1869) | 1957                | Лазар Дубиновски                   |      |
| 4  | Джордже Баковия         | Румънски поет-символист (1881 – 1957) | 2001                | Милица Петрашку                    |      |
| 5  | Лучиан Блага            | Румънски философ, поет, преводач, драматург, журналист, университетски професор, дипломат (1895 – 1961) | 1992                | Александър Пикунов-Тирцъу          |      |
| 6  | Григоре Виеру           | Молдовски поет (1935 – 2009) | 2010                | Адам Роми                          |      |
| 7  | Октавиан Гога           | Румънски поет, драматург, академик, ултрадесен политик, премиер на Румъния (1881 – 1938) | 2000                | Корнел Медря                       |      |
| 8  | Александру Донич        | Румънски писател, баща на националната румънска басня (1806 – 1865) | 1957                | Йосиф Крептънару                   |      |
| 9  | Мирча Елиаде            | Румънски философ, културолог, писател (1907 – 1986) | 1997                | Б. Краковяк                        |      |
| 10 | Михай Еминеску          | Румънски поет, писател-романтик, журналист (1850 – 1889) | 1957                | Лазар Дубиновски                   |      |
| 11 | Николае Йорга           | Румънски историк, византолог, литературен критик, писател, академик, премиер, министър на народното образование (1871 – 1940)                                                                                      | 1990                | Михаил Екобич                      |      |
| 15 | Джордже Кълинеску       | Румънски литературовед, писател, публицист, литературен критик (1899 – 1965) | 1997                | Сергей Ганенко                     |      |
| 12 | Димитрие Кантемир       | Молдовски историк, философ, писател, полиглот, член на Берлинската академия на науките, Господар на Молдовското княжество (1693, 1710 – 1711), Светъл княз на Русия (от 1711) и Свещената Римска империя (от 1723) | 1957                | Н. Горенишев                       |      |
| 13 | Михаил Когълничану      | Румънски публицист, историк, академик, министър-председател, външен министър на Румъния (1817 – 1891) |                     |                                    |      |
| 14 | Джордже Кошбук          | Румънски поет (1866 – 1918) | 1996                | Константин Попович                 |      |
| 16 | Йон Крянга              | Молдовски писател, мемоарист (1837 – 1889) | 1957                | Лев Авербух                        |      |
| 17 | Алексей Матеевич        | Молдовски поет, преводач, автор на текста на химна на Молдова, военен свещеник в руската армия (1888 – 1917) | 1990                | Дмитрий Русу-Скворцов              |      |
| 18 | Николае Милеску-Спътару | Руски дипломат от румънски произход, учен, преводач-полиглот, богослов, пътешественик, географ, автор на първия молдовски речник (1636 – 1708))                                                                    | 1957                | Лев Авербух                        |      |
| 19 | Константин Негруци      | Молдовски и румънски писател (1808 – 1868) | 1957                | Лазар Дубиновски, Александър Майко |      |
| 20 | Адриан Пъунеску         | Румънски поет, публицист, политик (1943 – 2010) | 2011                | Адам Роми                          |      |
| 21 | Алеку Русо              | Молдовски поет, писател, литературен критик, публицист, революционер (1819 – 1859) | 1957                | Вадим Ларченко                     |      |
| 22 | Михаил Садовяну         | Румънски писател, журналист, политик (1880 – 1961) | 1990                | колектив                           |      |
| 23 | Константин Стамати      | Молдовски писател, лекар (1786 – 1869) | 1957                | Леонид Фитов                       |      |
| 25 | Никита Станеску         | Румънски поет (1933 – 1983) | 1990                | колектив                           |      |
| 24 | Константин Стере        | Молдовски и румънски прозаик, публицист, мемоарист, политик (1865 – 1936) | 1991                | Г. Дубровин                        |      |
| 26 | Александър Хиждеу       | Бесарабски румънски прозаик, поет, историк, филолог, фолклорист (1811 – 1872) | 1957                | Б. Краковяк                        |      |
| 27 | Богдан Хашдеу           | Молдовски и румънски прозаик, поет, филолог, публицист, историк (1836 – 1907) | 1957                | Йосиф Кептънару                    |      |